# Волна, Андрей Анатольевич
Андрей Анатольевич Волна (родился 11 мая 1962 года в Кемерово, СССР) — российский хирург, публицист, автор десятков научных работ, общественный деятель. В настоящее время проживает в Таллине (Эстония). Решением Министерства юстиции России внесён в реестр иностранных агентов.

## Биография

### Происхождение и образование
Родители Андрея Волны родом из Украины. Отец, Волна Анатолий Филиппович (1938 года рождения), родился в Одесской области в городе Ананьев. Мать — Волна Нина Андреевна (1937 года рождения). В девичестве Харченко. Все корни по материнской линии — из Винницкой области. Дед по материнской линии был репрессирован в эпоху Большого террора. В детстве каждое лето Андрей проводил у родственников на территории Украины.
Учился в Кемерово в школе №62. В 1985 году закончил с отличием обучение в Кемеровском государственном медицинском институте. Ещё через год окончил интернатуру по хирургии (с уклоном в травматологию).

### Профессиональная карьера

Хирург Андрей Волна в операционной Ильинской больницы с сестрой Валентиной Скоридовой. Август 2020 года

С 1991 по 1996 год работал в Кемерово заведующим травматологическим отделением в Городской клинической больнице №3 имени Подгорбунского. В 1996 году там же стал заместителем главного врача по хирургии.
С 1998 года регулярно проводил лекции в Давосе (Швейцария).
В 2000 году стал Лауреатом премии Кузбасса «За внедрение в травматологию технологий мирового уровня». В 2018 году отказался от этого звания из-за нежелания губернатора Кузбасса Амана Тулеева уйти в отставку после пожара в торговом центре «Зимняя вишня».
В 2003 переехал в Москву. Был назначен заместителем главного врача по травматологии, ортопедии и нейрохирургии в Городской клинической больнице №67 имени Ворохобова. С 2006-го ― ассистент, а затем доцент кафедры травматологии, ортопедии и артроскопии Факультета непрерывного медицинского образования Российского университета дружбы народов. В 2012 году назначен руководителем Клиники травматологии и ортопедии в сети частных медицинских центров «К+31». 
С 2008 по 2016 год входил в состав Попечительского совета Международного Фонда постдипломной подготовки травматологов, позвоночных и челюстно-лицевых хирургов AO Foundation. В настоящее время является Senior Trustee of AO Foundation.
После российской аннексии Крыма в 2014 году открыто осудил этот акт. В итоге в 2016 году под давлением администрации сети лечебных учреждений «К+31» был вынужден уволиться.
С 2016 года начал тесно сотрудничать с Амбулаторно-госпитальным центром «Ильинская больница», расположенном в Красногорске Московской области. Принимал участие в разработке концепции, курировал строительство одной из самых крупных в Российской Федерации частных больниц. Затем возглавил отделение травматологии, ортопедии, позвоночной хирургии и реабилитации. Работал заместителем главного врача.
Осенью 2022 года из-за угрозы уголовного преследования покинул Россию. Вместе с семьёй поселился в Эстонии. 
С 2023 года стал при любой возможности ездить в Украину, где в качестве волонтёра лечит раненых украинских военных и мирных жителей. Он стал первым врачом с российским паспортом, кто смог получить на это разрешение от властей Украины. Будучи профессиональным и очень опытным травматологом Андрей Волна не раз проводил очень сложные опреации.

## Наука и изобретательство

Волна Андрей во время лекции в Давосе в 2002 году

Андрей Волна опубликовал 47 научных статей и запатентовал четыре изобретения в области медицины. 
Многократно приглашался коллегами для ведения Курсов постдипломной подготовки травматологов во многих странах. Основанием для этого служил уникальный и очень обширный опыт. За границами России прочитал коллегам больше 270 лекций: в Нидерландах, Швейцарии, Армении, Беларуси, Венгрии, Эстонии, Украине, Чехии, Арабских Эмиратах, Молдове, Турции, Греции, Мальте и в других государcтвах. На многих подобных мероприятиях (в том числе и в Швейцарии, и в Украине) был не просто лектором, но и председателем Курсов.

## Общественная позиция
В 2021 году опубликовал заключение, основанное на сравнении двух историй болезни Алексея Навального – медицинской карты, выданной официально и полученной сторонниками политика в архиве неофициально, без запроса – о том, что оказываемая политику в Омске медицинская помощь не была полноценной, а диагноз отравления был скрыт. Стал одним из авторов коллективного обращения российских врачей к Владимиру Путину с призывом допустить лечащего врача к Алексею Навальному. В открытом письме содержалось требование обеспечить политику необходимую медицинскую помощь. После возвращения Алексея Навального в Россию требовал обеспечить ему должную медицинскую помощь. 
В августе 2024 года подписал обращение с требованием об объективном расследовании смерти Навального в колонии. Вскоре в Москве, Ижевске и Рязани прошли обыски у врачей, которые подписали это письмо. Смерть политика Андрей Волна назвал «демонстративной казнью». 

Хирург Андрей Волна во время операции в Украине

Андрей Волна резко осудил полномасштабное российское вторжение на территорию Украины. Уже 25 февраля 2022 года записал антивоенное обращение на рабочем месте. Затем ежедневно публиковал посты о российской агрессии в личных соцсетях. Открыто говорил о своей поддержке Вооружённых сил Украины. Называл проводимую Кремлём политику имперской. Заявлял, что ждёт «сокрушительной победы» украинцев в войне с Россией. В ряде интервью говорил, что чувствует в том числе и личную ответственность за преступления, совершённые Россией в ходе вторжения в Украину. 
В феврале 2024 года принял участие в XII Форуме свободной России. Был спикером на двух дискуссионных панелях: «Война или СВО: Выбор россиян» и «Украина и мы: взаимодействие и координация усилий для победы над российскими оккупантами».
Антивоенную позицию Андрея активно поддерживает и его супруга Вера.
Андрей Волна выступал в защиту трансгендерных людей после того, как власти России ввели запретет операций по смене пола.
В 2024 году вместе со своей женой Верой организовал благотворительный Фонд MTU Volna with Ukraine to Victory and Prosperity. Эта организация создана для поддержки украинских травматологов (в первую очередь, инструментарием и расходными материалами), которые оказывают помощь раненым и пострадавшим в ходе российского вторжения.

## Личная жизнь

Волна Андрей с супругой Верой и дочерями Антониной, Полиной, Еленой в Таллинне в 2024 году

В 2014 году женился. Супруга, Вера, также по образованию врач, выпускница Московской медицинской академии, работает хирургом. В семье родились три дочери.

## Преследование
В октябре 2024 года Министерством юстиции России внесён в реестр иностранных агентов. В решении сказано, что Андрей Волна выступал против вторжения российских войск в Украину, а также распространял «недостоверные сведения, направленные на формирование негативного образа Вооруженных сил РФ».

## Общественное признание и награды
- В 2023 году по версии издания Delfi признан «Человеком года» в Эстонии[33].

## Избранные научные работы
- А. А. Волна, В. В. Калашников, О. А. Стаценко, А. А. Григорук. «Хирургия переломов длинных костей – революция в конце столетия». — Актуальные проблемы здравоохранения Сибири. Тезисы докладов. Ленинск – Кузнецкий, 1998. — С. 79.
- О. А. Стаценко, А. А. Волна, В. В. Калашников, А. Г. Бояринов. «Остеосинтез LC – DCP – продвинутая методика лечения переломов длинных трубчатых костей». — Актуальные проблемы здравоохранения Сибири. Тезисы докладов. Ленинск – Кузнецкий, 1998. — С. 94.
- О. А. Стаценко, А. А. Волна, В. В. Калашников, А. Г. Бояринов. «Остеосинтез LC – DCP в лечении больных с переломами длинных трубчатых костей. Новые имплантаты и технологии в травматологии и ортопедии». — Материалы конференции. Ярославль, 1999. — С. 483-484.
- Волна А.А., Кавалерский Г.М., Сорокин А.А., Черёмухин О.И. «Ошибки и осложнения применения пластин с угловой стабильностью. Травматология и ортопедия XXI века». — Сборник тезисов докладов VIII съезда травматологов-ортопедов России. Самара, 6-8 июня 2006 года, 2006. — С. 1115-1116.
- Волна Андрей Анатольевич. «Хирургическое лечение диафизарных переломов плечевой кости». — Травматология жэне ортопедия. 2/2007, том 2. Материалы международной научно-практической конференции “Актуальные вопросы травматологии и ортопедии на современном этапе”. 1-2 ноября 2007 года, г. Алматы, Казахстан, 2007. — С. 45-46.
- Волна Андрей Анатольевич. «Осложнения накостного остеосинтеза переломов диафиза плечевой кости». — Материалы Международной Пироговской научно-практической конференции “Остеосинтез и эндопротезирование”. Москва, 2008. — С. 29.
- Волна Андрей Анатольевич. «Эволюция принципов и философии AO/ASIF. Путь продолжительностью в 50 лет». — Ортопедия, травматология и протезирование. №2, апрель – июнь 2008 года. Харьков, Украина, 2008. — С. 84-87.
- Волна А.А., Загородний Н.В. «Удаление металлоконструкций». — Материалы Всероссийской конференции, посвященной 50-летию AO/ASIF. Москва, 27-28 ноября 2008 года., 2008. — С. 31-32.
- Загородний Н.В., Волна А.А., Семенистый А.Ю., Панин М.А. «Хирургическое лечение переломов диафиза плеча». — Материалы Всероссийской конференции, посвященной 50-летию AO/ASIF. Москва, 27-28 ноября 2008 года, 2008. — С. 47-48.
- Загородний Н.В., Волна А.А., Панин М.А. «Удаление металлоконструкций в травматологии». — Учебно-методическое пособие. Москва, РУДН., 2009. — С. 22.
- Волна А.А., Панин М.А., Загородний Н.В. «Удаление металлоконструкций: решённая проблема?». — Ортопедия, травматология и протезирование. №4, 2009 года. Харьков, Украина, 2009. — С. 84-87.
- Волна А.А., Лызень М.И., Панин М.А., Лантух Т.А. «Лечение переломов дистального отдела диафиза плечевой кости». — Остеосинтез, №1 (10), 2010, 2010. — С. 17-18.
- Волна Андрей Анатольевич. «Спектр стабильности». — Остеосинтез, №1 (10), 2010, 2010. — С. 18-19.
- Загородний Н.В., Дирин В.А., Волна А.А., Лызень М.И., Панин М.А. «Хирургическое лечение переломов дистального отдела диафиза плечевой кости». — Сборник статей научно-практической конференции, посвящённой 40-летию Городской клинической больницы №31. Москва, 2010. — С. 104-106.
- Nicolai Zagorodniy, Michael Panin, Andrei Volna, Inar Seidov. «Implant removal in the traumatologic surgery». — 7th SICOT/SIROT Annual International Conference. Abstracts, Posters. 31 August – 3 September 2010, Gothenburg, Sweden, 2010. — С. 597.
- Волна Андрей Анатольевич. «Принципы AO/ASIF». — Современная травматология и ортопедия. 2010, №1, 2010. — С. 57-61.
- Загородний Н.В., Волна А.А., Дирин В.А., Лантух Т.О., Лызень М.И., Ковкин М.И. «Хирургическое лечение внутрисуставных переломов пяточной кости». — Сборник статей научно-практической конференции, посвящённой 40-летию Городской клинической больницы №31. Москва, 25 марта 2010 года, 2010. — С. 114-115.
- Загородний Н.В., Панин М.А., Волна А.А., Дирин В.А. «Удаление металлоконструкций: принятие решения». — Сборник статей научно-практической конференции, посвящённой 40-летию Городской клинической больницы №31. Москва, 25 марта 2010 года., 2010. — С. 104-106.
- Загородний Н.В., Волна А.А., Лызень М.И., Лягин А.С., Банецкий М.В. «Современные подходы к лечению переломов дистального метаэпифиза лучевой кости». — Сборник статей научно-практической конференции, посвящённой 40-летию Городской клинической больницы №31. Москва, 25 марта 2010 года, 2010. — С. 136-137.
- Загородний Н.В., Лягин А.С., Волна А.А., Лызень М.И., Ахпашев А.А., Банецкий М.В. «Современные подходы к лечению переломов дистального метаэпифиза лучевой кости». — Отрецензированные материалы 5го съезда травматологов и ортопедов Армении с международным участием. Ереван – Цахкадзор, 1-3 октября 2010 года, 2010. — С. 38-39.
- Загородний Н.В., Волна А.А., Панин М.А., Лантух Т.А., Алексеева О.С. «Удаление металлофиксаторов в травматологии. Решённая проблема?». — Отрецензированные материалы 5го съезда травматологов и ортопедов Армении с международным участием. Ереван – Цахкадзор, 1-3 октября 2010 года, 2010. — С. 304-305.
- Панин М.А., Загородний Н.В., Волна А.А., Дирин В.А. «Удаление металлофиксаторов в травматологии. Решённая проблема? Паспорт внутреннего фиксатора». — Современная травматология и ортопедия, 2010, №1, 2010. — С. 51-55.
- Andrey Volna. «Clinical Notes» (англ.). — Orthopedic Trauma Directions 4/11, Volume 9, №4, July 2011, 2011. — P. 26.
- Andrey Volna, Edgar Mattis, Nicolay Zagorodniy, Timofey Lantukh, Vladimir Dirin, Michael Panin. «Displaced intra-articular fractures of the calcaneus in adult patients: is it worth to operate?» (англ.). — Abstract SICOT Book, Prague, Czech Republic, September 2011, 2011. — P. 289.
- Н.В. Загородний, Г.Н. Голухов, А.А. Волна, Б.Т. Чурадзе, А.Ю. Семенистый, А.Г. Манвелидзе, А.А. Марасанов. «Диагностика и лечение переломов проксимального отдела бедра у лиц пожилого и старческого возраста». — Учебно-методическое пособие. Москва. РУДН, 2012. — С. 18.
- Т.А. Лантух, А.А. Волна, Н.В. Загородний, М.А. Панин, Р.Н. Алиев. «ABCDEF-шкала оценки риска развития хирургических осложнений при оперативном лечении внутрисуставных переломов пяточной кости со смещением». — Вестник Кыргызско-Российского Славянского Университета, Бишкек, Кыргызская Республика, 2013, Том 13, №4, 2013. — С. 122-124.
- Г. А. Айрапетов, Н. В. Загородний, А. А. Волна, А. А. Воротников, М. А. Панин. «Организация помощи пациентам с переломом средней трети ключицы. Современное состояние проблемы консервативного и хирургического лечения, возможные решения». — МЕДИЦИНСКИЙ ВЕСТНИК СЕВЕРНОГО КАВКАЗА. 2013. Т. 8. № 2, 2013. — С. 42-44.
- Г. А. Айрапетов, Н. В. Загородний, А. А. Волна, Воротников А.А., Пономарев И.П., Коновалов Е.А. «Актуальность выбора хирургического доступа при остеосинтезе переломов ключицы на уровне диафиза». — Вестник экспериментальной и клинической хирургии. Том VI, №3 2013, 2013. — С. 320.
- Айрапетов Г.А., Загородний Н.В., Волна А.А., Воротников А.А. «Анатомия надключичного нерва во время выполнения хирургического доступа к диафизу ключицы ». — Вестник экспериментальной и клинической хирургии. Том VI, №4 2013, 2013. — С. 464-466.